# 牟平区
牟平区（むへい-く）は、中華人民共和国山東省煙台市にある市轄区。

## 歴史
漢初に青州東萊郡に東牟県が設置され、後漢では東牟侯国とされた。西晋初めに東萊郡牟平県に統合されたが、後に東牟県が再度設置された。北斉から唐初にかけては文登県とされたが、665年（麟徳2年）に文登県の東牟故城（現在の牟平城）が分割され牟平県が設置された。
明代からは州制が嗜好され寧海州とされたが、1914年に再び牟平県と改称された。1994年7月2日に牟平県が廃止となり、新たに牟平区が設置され現在に至る。

## 行政区画
- 街道:寧海街道、文化街道、武寧街道、大窯街道、姜格荘街道
- 鎮:観水鎮、竜泉鎮、玉林店鎮、水道鎮、高陵鎮、王格荘鎮、崑嵛鎮、莒格荘鎮